# Raffaele Palizzolo
Raffaele Palizzolo (Termini Imerese, luglio 1843 – 7 settembre 1918) è stato un politico italiano.

## Biografia
Vicino alle posizioni di Francesco Crispi, fu consigliere comunale di Palermo ininterrottamente dal 1870 al 1899. Nel 1877 fu costretto a ritirare la sua candidatura alla Camera dei deputati dal prefetto di Palermo Antonio Malusardi poiché lo riteneva un fiancheggiatore delle bande di briganti operanti nelle Madonie. Fu infine eletto deputato alla Camera nel 1882 e riconfermato per altre quattro legislature, fino al 1890 e ancora dal 1892 al 1900.
Fu nominato nel consiglio di amministrazione del Banco di Sicilia in contrasto con l'allora direttore generale, il marchese Emanuele Notarbartolo. Azionista della Navigazione Generale Italiana, fu implicato in speculazioni di borsa realizzate mediante denari del Banco.
Il giurista palermitano Gaetano Mosca così lo descrisse:
allusioni, faceva capire quante e quali aderenze potentissime avesse.»
Notoriamente in rapporti con diversi mafiosi, fu incriminato come mandante dell'uccisione di Emanuele Notarbartolo avvenuta il 1º febbraio 1893, nel tragitto in treno tra Termini Imerese e Trabia, il quale venne ucciso con 27 colpi di pugnale da Matteo Filippello e Giuseppe Fontana, legati alla cosca di Villabate e vicini a Palizzolo. Questo caso avrebbe acceso il primo importante dibattito sulla situazione della mafia in Sicilia e in Italia e, soprattutto, sulla collusione tra mafia e politica, ma inizialmente nessuno osò fare nomi.
Nel 1899, a seguito della denuncia di Leopoldo Notarbartolo (figlio dell'ucciso), la Camera dei deputati concesse all'unanimità l'autorizzazione a procedere contro Palizzolo come mandante dell'assassinio. Nel 1902 venne giudicato a Bologna colpevole e condannato a 30 anni di reclusione, ma la Cassazione annullò la sentenza e, nel nuovo processo che si tenne nel luglio 1904, fu assolto dalla Corte d'assise di Firenze per insufficienza di prove.
Dopo l'assoluzione, al suo ritorno a Palermo, Palizzolo fu acclamato come un eroe, vittima di un complotto per diffamare la Sicilia. Scrisse addirittura un libro autobiografico intitolato Le mie prigioni e nel 1908 compì un viaggio a New York per raccogliere voti presso le comunità di emigranti siciliani (che lo accolsero festosamente) ma non venne rieletto e terminò così la sua carriera politica.

## Nei media
- Nella miniserie televisiva del 1979 Il delitto Notarbartolo, di Alberto Negrin, il deputato Palizzolo venne interpretato dall'attore Bruno Alessandro.